# Teoría del doble aspecto

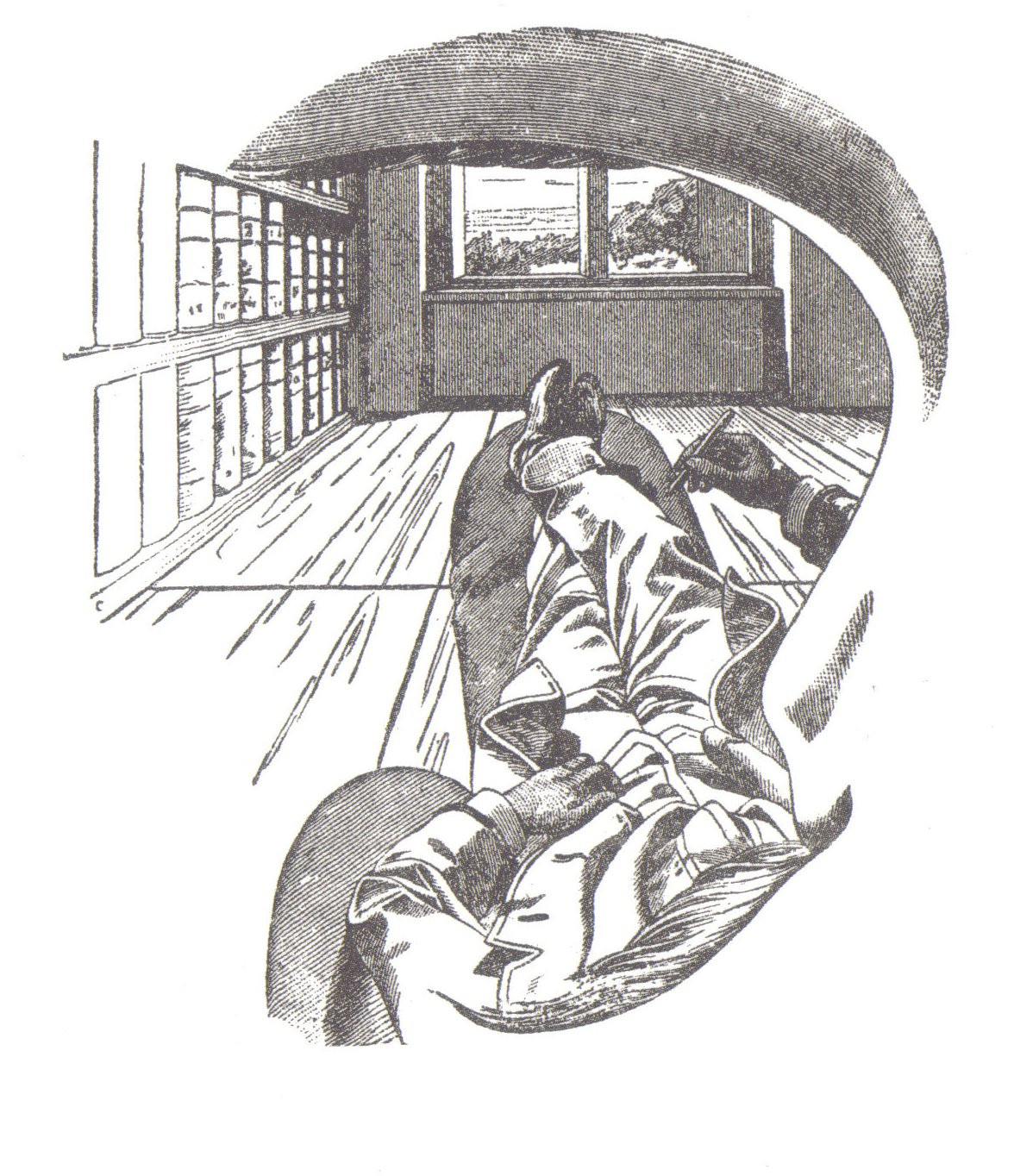
Autorretrato subjetivo del físico Ernst Mach, donde la frontera entre el «mundo exterior» y el «mundo interior» se difumina deliberadamente.

En filosofía, la teoría del doble aspecto es una teoría epistemológica o metafísica basada en la idea de que la consciencia (o mente) y la materia son dos aspectos complementarios e irreductibles de una misma realidad fundamental. Esta realidad se presenta con mayor frecuencia como un dominio ontológico subyacente que se manifiesta igualmente bajo los dos aspectos, vinculados inseparablemente de la subjetividad (o «interioridad») y la objetividad (o «exterioridad»). Así, cada individuo pensante puede conocerse a sí mismo bajo dos aspectos: uno «interno» y otro «externo», uno psicológico y subjetivo, el otro físico y objetivo. Sus vías de acceso se basan respectivamente en la introspección y en la observación científica (por ejemplo, la observación del funcionamiento cerebromotor).
Algunas versiones de la teoría del doble aspecto se denominan «monismo de doble aspecto» porque apoyan la tesis de una realidad única que no puede ser aprehendida directamente, pero que sin embargo se manifiesta indirectamente en dos aspectos. Durante la segunda mitad del siglo XIX, bajo la influencia de las doctrinas de Spinoza, Leibniz y Schopenhauer, la teoría del doble aspecto pasó a asociarse con el paralelismo psicofisiológico y el pampsiquismo. Luego fue apoyada en Alemania por Gustav Fechner y Wilhelm Wundt, en Inglaterra por Alexander Bain, en Francia por Hippolyte Taine, todos ellos precursores de la psicología experimental.

## Concepciones filosóficas

### Spinoza

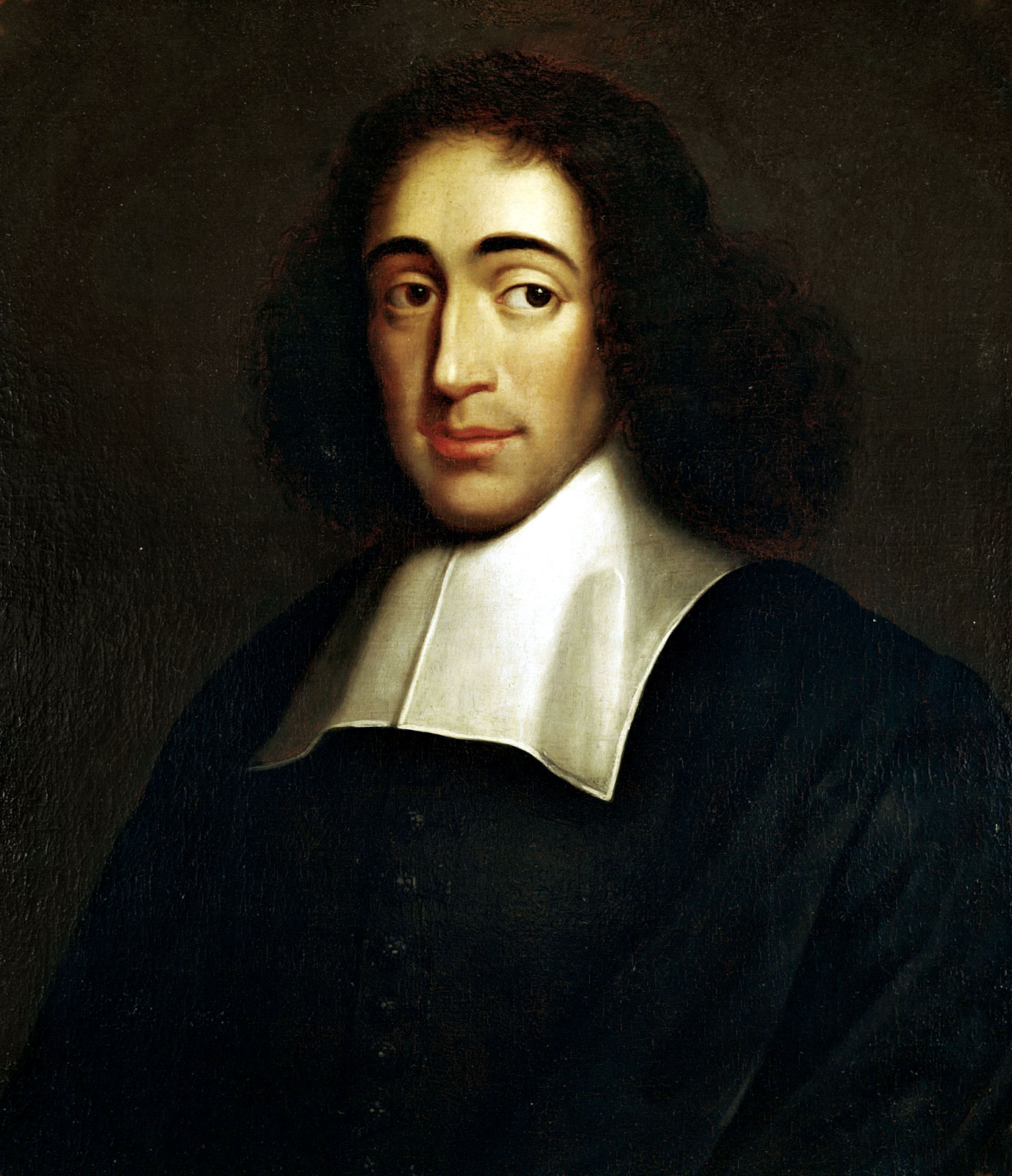
Baruc Spinoza, el primer pensador moderno del monismo.

En los años que siguieron a la mitad del siglo XVII, muy marcados por el renacimiento cartesiano, el monismo de Baruch Spinoza presentó una teoría de los atributos según la cual una sola sustancia posee una infinidad de atributos, de los cuales sólo conocemos la mente y la materia. Por tanto, es en relación con el conocimiento humano que la doctrina de Spinoza se asemeja a una teoría del doble aspecto. Mientras que Descartes admitía la existencia de tres sustancias —la mente (pensamiento), el cuerpo (extensión) y su unión indivisible—, Spinoza afirma la existencia de una sustancia única cuyos infinitos atributos, son manifestaciones completas. Mente y materia no son sustancias diferentes, como en el dualismo cartesiano, sino atributos de la sustancia relacionados por una «unidad de esencia» . La doctrina de Spinoza constituye en este sentido un monismo ontológico asociado a un dualismo epistemológico donde la mente y el cuerpo son concebidos como dos modalidades de aparición de «la misma cosa».

### Leibniz
La metáfora geométrica del «paralelismo» entre la mente y el cuerpo presente en las teorías del doble aspecto tiene su origen en Leibniz y aparece por primera vez en 1702 en sus Consideraciones sobre la doctrina de un espíritu universal:
«He establecido un paralelismo perfecto entre lo que sucede en el alma y lo que sucede en la materia, habiendo demostrado que el alma con sus funciones es algo distinto de la materia, pero que sin embargo siempre está acompañada por los órganos de la materia [...] y que esto es recíproco y siempre lo será.»
En Leibniz, como antes que él en Spinoza, el paralelismo es general y surge de su pampsiquismo: «Hay un mundo de almas […] en la más mínima parte de la materia».
En la versión leibniziana del paralelismo, es Dios quien, originalmente, reguló la concordancia entre, por un lado, la serie de «causas eficientes» que modifican los cuerpos y por otro la serie de «causas finales» que modifican los estados del alma. Este modelo de «armonía preestablecida» o la concomitancia entre el cuerpo y la mente constituye una versión clásica y teológica del paralelismo psicofísico e influyó en los defensores de la teoría del doble aspecto de la cultura alemana (Fechner y Wundt en particular) desde mediados del siglo XIX.

### Schopenhauer

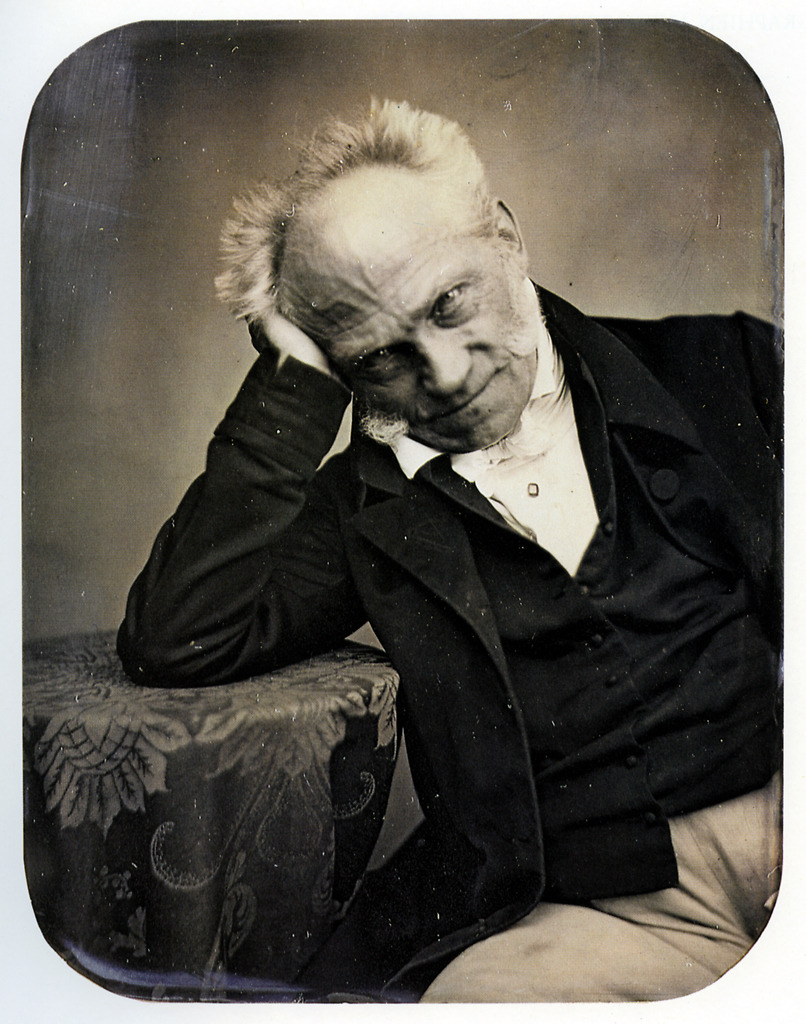
Arthur Schopenhauer, fotografiado en 1852.

El sistema filosófico de Arthur Schopenhauer queda perfectamente resumido en el título de su obra principal: El mundo como voluntad y representación (Die Welt als Wille und Vorstellung). Para Schopenhauer la realidad se manifiesta de dos maneras muy distintas, pero vinculadas entre sí. La primera es la representación objetiva (Vorstellung) que nos hace percibir el mundo como una imagen o construcción en nuestra mente. Cuando se muestra una cosa, lo que está presente en la mente del sujeto que la ve no es la cosa en sí misma (cosa en sí) sino su representación formada por sus impresiones visuales y su intelecto. Por supuesto, entran en juego otro tipo de sensaciones, como los olores y las sensaciones táctiles cuando tomamos una rosa. Lo que experimentamos de esta manera es entonces sólo una «idea» o «representación» de las cosas generada por nuestro organismo, y en particular por nuestro cerebro.
La otra forma en que se manifiesta la realidad, completamente distinta a la anterior, es la vivencia consciente de nuestras voliciones, aquellas que experimentamos «desde adentro» y que podemos conocer mediante la introspección. Estas voliciones —todas ellas referidas al deseo de evitar el sufrimiento— constituyen la parte emergente de un principio volitivo fundamental que Schopenhauer llama «la Voluntad» (Wille). La Voluntad constituye la verdadera esencia del ser humano, su naturaleza profunda. Sin embargo, dado que la naturaleza humana no es fundamentalmente diferente de la de otras entidades del mundo, la Voluntad anima desde dentro todo lo que existe, incluidos los seres inorgánicos, como principio universal. Este principio es una realidad «oscuro», un fundamento «abismal» que no puede ser capturado como tal; no puede ser comprendido por la razón (Grund) porque él mismo carece de razón, sin fundamento (Grundlos). Sin embargo, la Voluntad puede manifestarse como «fenómeno», primero bajo el aspecto íntimo de nuestras voliciones conscientes, luego bajo el aspecto externo de la representación, la forma «objetivada» de la Voluntad.

### Fechner
A mediados del siglo XIX, el psicólogo y filósofo Gustav Fechner fue el fundador de una nueva disciplina científica que inauguró la psicología experimental, a la que llamó «psicofísica». El principal proyecto de la psicofísica es establecer una medida cuantitativa de las sensaciones para poder correlacionarlas numéricamente con la correspondiente excitación física. Fechner justifica esta correlación a nivel filosófico mediante una teoría en la que el organismo material y el espíritu que lo acompaña son considerados como dos caras de una misma realidad.

#### Principio de doble aspecto
Toda la concepción fechneriana del problema mente-cuerpo se basa en un único principio: la diferencia entre cuerpo y mente proviene de la existencia de dos tipos de perspectiva sobre un mismo individuo, el punto de vista externo y el punto de vista interno:
«El cuerpo y la mente, o lo material y lo espiritual, o lo físico y lo psíquico, no son diferentes según su fundamento o su esencia, sino sólo por la diferencia en el punto de vista desde el que se los concibe o se los observa.»
Cuando un ser individual se siente o se percibe a sí mismo desde el interior, se aparece ante sí mismo como un alma dotada de autoconsciencia; cuando es visto desde el exterior por otro individuo, esta percepción se produce desde un punto de vista completamente diferente al primero, y entonces aparece como un cuerpo material. Espíritu y cuerpo son, pues, las dos caras, interior y exterior, de un mismo ser. El cuerpo es ante todo lo que veo exteriormente a través de mis sentidos, y la mente es lo que percibo como yo mismo a través de una intuición interior. Pero estos dos puntos de vista son mutuamente excluyentes: el aspecto interno y el externo de un mismo individuo no pueden ser accesibles al mismo observador. Un sujeto consciente tiene acceso a su propia interioridad, pero no tiene experiencia directa del funcionamiento físico-químico de su sistema nervioso; tiene acceso a la exterioridad de otros seres vivos (y, al menos en teoría, a su actividad cerebral) pero no a su interioridad consciente. Cuando uno de los dos aspectos está presente, el otro permanece oculto e inaccesible:
«Lo que a uno mismo —desde un punto de vista interno— se le aparece como espiritual o psíquico, sólo puede aparecérsele a alguien situado enfrente —desde un punto de vista externo— bajo otra forma, que es precisamente la expresión material y corporal de la misma cosa. La diferencia entre las manifestaciones surge de la diferencia entre los respectivos puntos de vista de observación.»
Así, el cuerpo y la mente pueden considerarse como dos tipos de «manifestaciones» (Erscheitnungen) de la misma sustancia, pero no como dos tipos de sustancia:
«En la medida en que un mismo ser tiene dos rostros —un rostro espiritual o psíquico, cuando se manifiesta a sí mismo, y un rostro material y corpóreo, cuando se manifiesta a otro en una forma distinta de la primera— no se puede decirse que el cuerpo y la mente están unidos entre sí como dos sustancias fundamentalmente distintas.»
La distinción entre materia y espíritu es, por tanto, para Fechner la consecuencia de la estructura dual de la experiencia que es posible tener de un ente dado. La mente es una experiencia estructurada como automanifestación (Selbsterscheinung, «manifestación de uno mismo hacia uno mismo») mientras que el cuerpo es la experiencia estructurada como manifestación hacia los demás (« hetero-manifestación»). Además, no existe «cosa en sí» en el sentido kantiano que existiría independientemente de los fenómenos: la sustancia de un ser no es nada fuera de su doble modo de aparición.

#### Analogía de los dos relojes
Fechner retoma la analogía dada por Leibniz en la segunda y tercera explicación del Nuevo sistema de la naturaleza para ilustrar su propia concepción de la relación entre la mente y el cerebro:
«La mente y el cuerpo evolucionan en paralelo; un cambio en uno corresponde a un cambio en el otro. ¿Por qué ocurre esto? Leibniz dice: podemos tener opiniones diferentes sobre este punto. Dos relojes fijados sobre un mismo soporte ajustan mutuamente su movimiento gracias a esta fijación común; ésta es la tesis dualista comúnmente adoptada respecto de las relaciones entre el alma y el cuerpo. O puede ser que alguien empuje las manecillas de los dos relojes de tal manera que siempre se muevan en armonía entre sí; ésta es la tesis del ocasionalismo, según la cual Dios crea cambios mentales correspondientes a cambios corporales, y viceversa, manteniendo así una armonía constante entre ellos. O también, los relojes pueden sincronizarse tan perfectamente en el momento de su puesta en marcha que marcan siempre exactamente la misma hora, sin que sea necesario afinarlos: ésta es la doctrina de la armonía preestablecida entre mente y cuerpo.»
Sin embargo, continúa Fechner:
«Leibniz omitió un punto de vista, que tal vez sea el más simple posible. También podría ser que los dos relojes marquen la misma hora, y en verdad nunca diverjan, porque en realidad no son dos relojes separados. En estas condiciones evitamos el apoyo común, el ajuste mutuo permanente y la artificialidad del montaje inicial. Lo que al observador externo le aparece como un reloj orgánico, provisto de un motor y un movimiento compuesto de engranajes y palancas orgánicos, o más bien como la parte más importante y esencial de tal máquina, aparece desde el interior al propio reloj de una manera muy diferente, a saber, como su propia mente, animada por movimientos tales como sentimientos, deseos y pensamientos.»
Es esta última interpretación la que corresponde a la teoría fechneriana del doble aspecto.

### Nagel

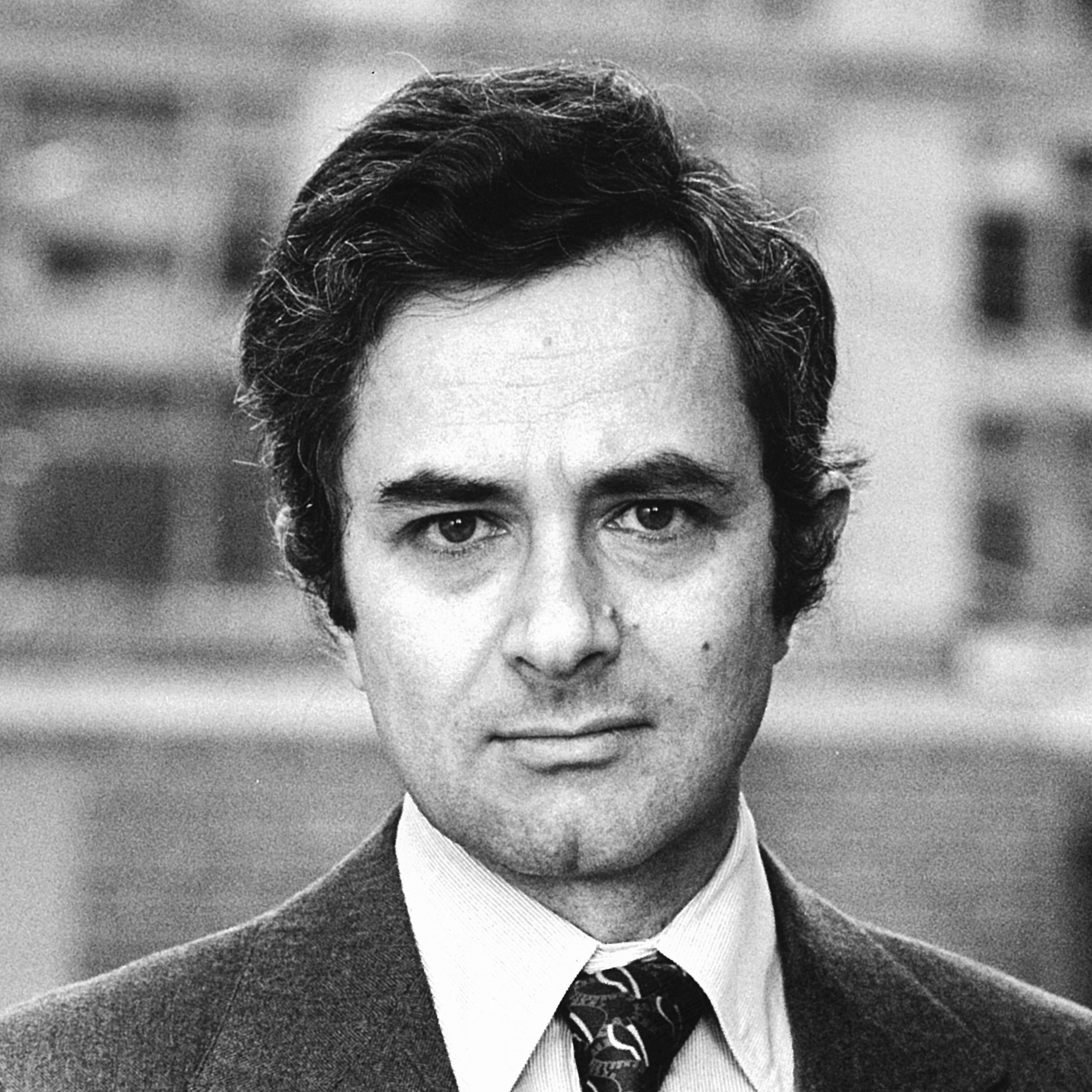
Thomas Nagel en 1978.

En un famoso artículo de 1974 titulado «¿Qué se siente ser un murciélago?» ( ¿What is it like to be a bat? ), el filósofo Thomas Nagel ataca la ortodoxia dominante en la filosofía de la mente en el momento de su redacción: el fisicalismo . Se trata de una concepción reduccionista de la mente que propugna la identificación de los estados mentales con los procesos físicos (neurobiológicos en este caso). Nagel considera que los intentos de reducción psicofísica de sus contemporáneos fracasan porque no explican la conciencia, una propiedad esencial de la mente. Él Insiste en el carácter propiamente subjetivo e irreductible de la experiencia fenoménica, y opone radicalmente dos vías de acceso a la realidad psíquica:
1. el punto de vista objetivo e impersonal de la ciencia, que describe la actividad cerebral en relación con el comportamiento;
2. y el punto de vista subjetivo que es el del sujeto de la experiencia vivida.

Según Nagel, existe para cada especie de ser vivo y consciente una manera específica de experimentar el mundo que equivale a «lo que se siente» («what is it like») ser un miembro de la especie en cuestión. A diferencia de la visión científica y objetiva del mundo, que es impersonal e intersubjetiva, esta perspectiva no es accesible a los miembros de otra especie. Por ejemplo, no podemos saber cuál es la experiencia de un murciélago cuando percibe sus propias señales de ecolocalización, aunque sepamos todo sobre la realidad física o neurofisiológica del fenómeno. Las experiencias vividas constituyen, por tanto, una perspectiva particular del mundo que no parece poder integrarse en una descripción física e impersonal de las cosas, y sólo se puede establecer una forma de paralelismo entre estos dos tipos de perspectiva.
Según Isabelle Dupéron, la posición de Thomas Nagel tal como se expone en sus Mortal questions es bastante cercana a la de Gustav Fechner. Incluye también una forma de pampsiquismo que, a diferencia del pampsiquismo de Fechner, ve el origen de la consciencia no en el espíritu del universo, sino en los constituyentes elementales de la materia, ellos mismos dotados de un interior psíquico.

### Chalmers

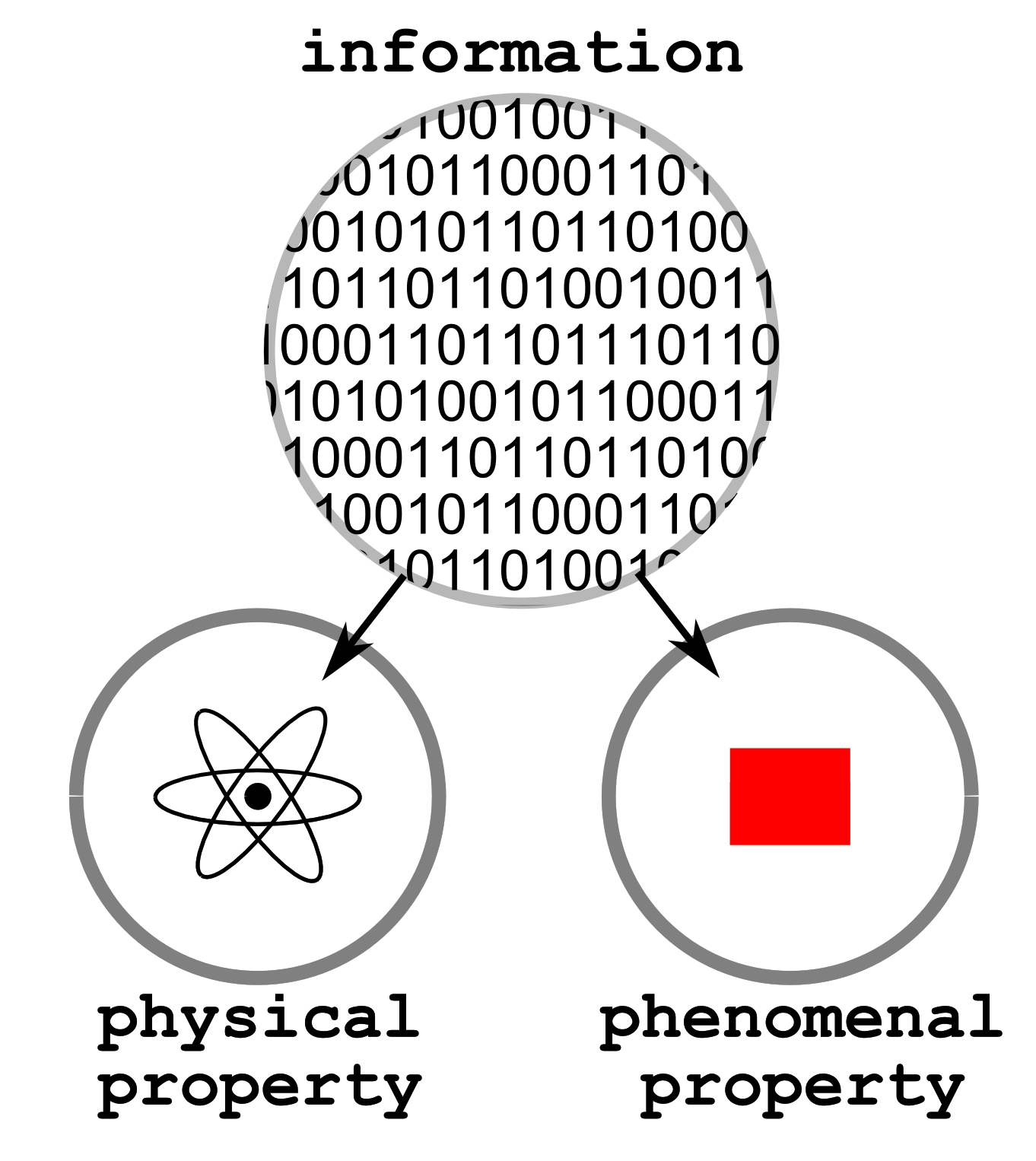
En la década de 1990, David Chalmers propuso una teoría de doble aspecto física y «fenoménica» de la información.

En 1996, David Chalmers propuso en una obra de filosofía de la mente titulada The Conscious Mind un programa de investigación específico para la resolución de lo que él llama el «problema difícil de la conciencia». Partiendo de la teoría matemática de la información desarrollada por Claude Shannon, plantea la idea de una doble realización de la información, con:
1. la realización física, que corresponde a la forma más común de concebir la información contenida en el mundo;
2. y la realización «fenoménica», que interviene en nuestra experiencia vivida del mundo.

Esta doble «ejecución» de información bien podría corresponder a una dualidad situada en un nivel más profundo de la realidad, donde residiría la conexión fundamental entre los procesos físicos y la experiencia consciente. Por su carácter fundamental y «nomológico» (que involucra leyes psicofísicas), dicha dualidad podría considerarse como una regla primitiva que Chalmers llama «principio de doble aspecto». Según este principio, la información tiene dos aspectos: un aspecto físico y un aspecto «fenoménico» (subjetivo). Siempre que hay un estado fenoménico, se produce un estado informativo, también realizado en el sistema cognitivo del cerebro. Por el contrario, cuando un estado de información se realiza físicamente, también es «fenoménicamente» llevado a cabo (bajo ciertas condiciones).
Este principio por sí solo no es suficiente para constituir una teoría psicofísica completa. Se trata más bien una especie de «matriz que proporciona un marco básico dentro del cual se pueden formular leyes precisas». En particular, deja abierta la cuestión de la ontología de la información, es decir, qué es exactamente la información que se realiza. No obstante, Chalmers propone una «ontología de doble aspecto» que se asemeja al pampsiquismo:
«La física requiere estados informacionales, pero se preocupa sólo de sus relaciones, no de su naturaleza intrínseca; la fenomenología requiere estados informacionales, pero se preocupa sólo por su naturaleza intrínseca. Esta concepción [la ontología de aspecto dual] postula un único conjunto fundamental de espacios de información que los unifica. Podríamos decir que los aspectos internos de estos estados son fenoménicos y sus aspectos externos son físicos. En forma de eslogan: la experiencia es información vista desde dentro; la física es información vista desde fuera.»

## Física teórica y metafísica

### Principio de complementariedad
En un sentido técnico, la noción de complementariedad significa que una proposición y su complemento se refieren a dos aspectos de una situación que son incompatibles entre sí, pero que son necesarios juntos para describir la situación de manera exhaustiva. Definidos como complementarios, lo físico y lo mental son interpretados desde esta perspectiva como dos aspectos mutuamente excluyentes de una misma realidad.

#### Reseña histórica
Fue el filósofo estadounidense William James quien, a finales del siglo XIX, acuñó la noción de complementariedad en una obra didáctica de psicología. Luego, fue retomada por algunos psicólogos para tener en cuenta, en particular, la percepción biestable de estímulos ambiguos (escenas visuales o auditivas que dan lugar a dos interpretaciones diferentes). Niels Bohr trasladó esta noción a la física a partir de 1927, año de la conferencia de Como, donde presentó su primera formulación de la física cuántica. El concepto de «complementariedad» debía sustituir, en su opinión, al de «dualidad onda-partícula», y extenderse más allá de la física. Con el mismo espíritu, el físico Wolfgang Pauli, también iniciador de la física cuántica, afirmaba en un artículo de 1950 dedicado a la complementariedad que «la cuestión de la complementariedad en la física se extiende naturalmente, más allá del estrecho campo de la física, a áreas análogas del conocimiento humano». Luego, en colaboración con su psiquiatra Carl Gustav Jung, con quien coescribió Naturerklärung und Psyche («La interpretación de la naturaleza y la psique») en 1952, desarrolló una teoría especulativa hoy conocida como la «conjetura Pauli-Jung» según la cual existe un doble modo de aparición, mental y material, de una única realidad que se manifiesta en términos de aspectos complementarios.

#### Conjetura Pauli-Jung

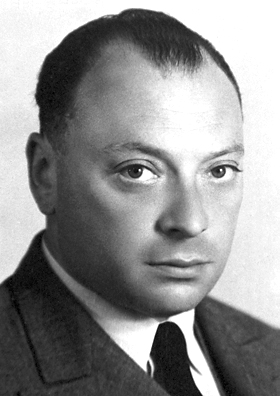
Wolfgang Pauli en 1945.

El físico Wolfgang Pauli y el psiquiatra Carl Gustav Jung habían empezado a reflexionar sobre las relaciones mente-materia poco antes de su primer encuentro en 1932, pero sólo a partir de 1946 sus intercambios epistolares los llevaron a concebir conjuntamente una versión del monismo de doble aspecto basada en la física cuántica y la psicología profunda. Desde el trabajo de Harald Atmanspacher en la década de 2000, esto se le conoce como «conjetura Pauli-Jung». Probablemente, la novedad más importante de esta conjetura es una caracterización del aspecto dual de la realidad en términos de aspectos complementarios, caracterización considerada por primera vez por Pauli en un artículo de 1952: «Sería más satisfactorio si la física y la psique pudieran concebirse como aspectos complementarios de la misma realidad». Posteriormente, en su voluminosa correspondencia con Jung, Pauli definió el carácter epistémico (o informativo) y contextual de este doble aspecto. Las distinciones entre lo físico y lo mental se generan según él por «cortes epistémicos» dentro del dominio subyacente de la realidad, en sí misma sin división ni distinción.
Lo más original de la conjetura Pauli-Jung es el paralelismo que establece entre las características holísticas del mundo cuántico y las del inconsciente arquetípico. Según Jung y Pauli, el papel que desempeña la medición cuántica en la física como vínculo entre las realidades holísticas (a escala cuántica) y locales corresponde en psicología con la conciencia que tiene el individuo de los «objetos mentales locales» que emanan de contenidos holísticos inconscientes (los arquetipos). En este sentido, postulan juntos la existencia de una transición paralela (física y psicológica) entre la dimensión holística y ontológica de la realidad subyacente y la dimensión local y epistemológica de la conciencia. Es en esta segunda dimensión donde aparecería el doble aspecto complementario de lo que en definitiva sería una sola y misma realidad.
De acuerdo con esta idea, Pauli y Jung definen un proyecto para justificar el monismo de doble aspecto, no a partir de concepciones filosóficas del pasado sino apoyándose en las dos nuevas ciencias que son entonces la física cuántica y la psicología del inconsciente. Según William Seager, son en particular los datos proporcionados por la física cuántica los que hacen de esta teoría especulativa una válida fuente de inspiración para una actualización de la teoría del doble aspecto:
«La génesis de la teoría del aspecto dual de Pauli proviene principalmente de su comprensión de ciertas intuiciones proporcionadas por la teoría cuántica, más que de un estudio de la historia de la filosofía. En realidad, creo que el planteamiento cuántico de Pauli apoya, a través de un argumento nuevo y muy interesante, la teoría del doble aspecto de la relación-materia, lo cual le confiere un interés filosófico real.»

#### Otros desarrollos contemporáneos
En un artículo publicado en 1948, poco antes de las primeras publicaciones conjuntas de Pauli y Jung, el lógico y matemático suizo Paul Bernays también expuso las cuestiones filosóficas que plantea el concepto físico de complementariedad, influyendo en los desarrollos recientes sobre la cuestión. Establece la existencia de dos formas distintas de complementariedad en la física cuántica:
1. la complementariedad basada en la no conmutatividad (o no permutabilidad) de las mediciones realizadas sobre los estados cuánticos, lo que lleva a todo tipo de características cuánticas típicas como estados de superposición, probabilidades cuánticas, indeterminación, relaciones de incertidumbre, la violación de las desigualdades de Bell;
2. y la llamada complementariedad de Bohr, en la que dos descripciones son mutuamente excluyentes, aunque ambas son necesarias para una descripción exhaustiva de una situación.

La característica esencial de la primera forma de complementariedad es que el orden en que se llevan a cabo dos mediciones cuánticas puede marcar una diferencia, lo que luego genera una asimetría de observaciones que no puede explicarse por la causalidad física. Este es el caso siempre que la medición x realizada primero en un estado cuántico modifica el resultado de la medición y realizada en segundo lugar en otro estado cuántico respecto a lo que hubiera ocurrido si la medición y se hubiera realizado primero, de modo que x {\displaystyle *} y ≠ y {\displaystyle *} x (donde {\displaystyle *} denota cualquier operación conmutativa). La segunda forma de complementariedad, en cambio, tiene un alcance filosófico más amplio ya que extiende su campo de aplicación a la comprensión de la relación entre lo físico y lo mental. Implica que sólo uno u otro aspecto, el físico y el mental, es accesible en un contexto empírico determinado, aunque ambos sean necesarios para obtener una descripción completa de la misma realidad.
Hoy en día, existen al menos dos direcciones que podrían conducir a un progreso real en la teorización del principio de complementariedad mente-materia. La primera está representado por los trabajos del químico suizo Hans Primas que interpreta la relación entre lo mental y lo físico en términos de registros temporales complementarios con un tiempo mental histórico —incluyendo el presente, el pasado y el futuro— y un tiempo físico, simple parámetro de la dinámica. La segunda orientación es la adoptada en los años de 1990 por el psicólogo británico Max Velmans que, por primera vez en un enfoque psicológico, introdujo explícitamente la noción de complementariedad de los dos aspectos. A partir de la década del 2000 retomó la conjetura Pauli-Jung en el marco de lo que llamó el «monismo reflexivo». Para Velmans, la relación entre el contenido experiencial del estado mental de una determinada persona y la información que un observador externo recopila sobre la correspondiente actividad cerebral de esa misma persona debe considerarse complementaria en el sentido definido por el monismo de doble aspecto (teoría del doble aspecto con un trasfondo metafísico monista).

### Teoría del orden implicado

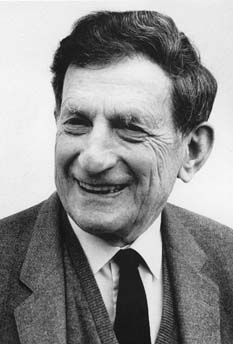
David Bohm en los años 1980.

A partir de la década de los setenta, el físico David Bohm propuso su propia teoría del doble aspecto. Sus conceptos de orden explicado y orden implicado le permitieron concebir una forma de monismo compatible con la idea de un doble aspecto de la realidad. Mientras que la noción de orden explicado caracteriza una realidad accesible empíricamente y, por tanto, explicable con nuestros conceptos empíricos habituales, la noción de orden implicado se refiere a un dominio ontológico oculto. Es en el nivel del orden explicado manifiesto donde Bohm considera la distinción mente-materia, mientras que esta distinción se desvanece en las profundidades del orden implicado:
«En cada nivel de complejidad habrá un “polo mental” y un “polo físico” [...] Pero la realidad más profunda es algo más allá de la mente o la materia, que son sólo aspectos que sirven como términos de análisis.»
Basil Heley, colaborador de Bohm desde la década de 1970, desarrolló este punto de vista utilizando instrumentos formales de representación (en el sentido matemático) de estructuras algebraicas. Desarrolló así un proyecto de una descripción matemática de la estructura implicada de la realidad. Aclarando la idea general presentada en un libro coescrito con Bohm pero publicado un año después de su muerte en 1993, The Undivided Universe,Hiley se basó en el álgebra preespacio y pretiempo para intentar explicar la generación del espacio-tiempo en términos de representaciones de esta álgebra. 
Adoptando un enfoque más propiamente metafísico, el filósofo finlandés Paavo Pylkkänen propuso en la década de 1990 la idea de que los órdenes implicado y explicado están siempre en relación con un orden de nivel, respectivamente «superior» o «inferior», lo que implica la idea del carácter relativo y aparente de la dualidad mente-materia. Siguiendo una perspectiva igualmente metafísica, el físico francés Bernard d'Espagnat defiende en sus trabajos más recientes una teoría del doble aspecto en la que lo «Real» se interpreta como una realidad primordial que precede a la «división mente-materia». Se dice que esta realidad está «velada» en el sentido de que es inaccesible a nuestros sentidos y escapa necesariamente a nuestros conceptos comunes.

## Teoría del doble aspecto y monismo neutral
El monismo neutral es la concepción defendida inicialmente por Ernst Mach, William James y Bertrand Russell, según la cual la oposición tradicional entre mente y materia es reducible a una simple diferencia en la organización de los elementos considerados como «neutros» en el sentido de que no son ni mentales ni físicos. Para los monistas neutrales, la mente y la materia son los mismos fenómenos involucrados en dos tipos distintos de configuración: configuraciones particulares de fenómenos subyacen a la mente, mientras que otras configuraciones específicas de fenómenos subyacen a la materia. Existen importantes puntos en común, pero también diferencias importantes entre la teoría del doble aspecto y el monismo neutro. En el monismo neutro, mente y materia son identificables con el mismo dominio neutro compuesto únicamente de fenómenos, mientras que en la teoría del doble aspecto, mente y materia son dos aspectos irreductibles de la realidad que resisten como tales a cualquier identificación.
Además, la teoría del doble aspecto implica la imposibilidad de captar directamente la realidad, cuando ésta al menos se interpreta como un dominio ontológico subyacente a los fenómenos. Por lo tanto, los teóricos del doble aspecto tienden a desarrollar concepciones metafísicas del dominio subyacente que justifican una visión monista de la realidad que contrasta con su concepción dualista de los fenómenos. Por el contrario, los monistas neutros se refieren exclusivamente a modos de percepción empíricos o fenomenológicos considerados comunes, elementales y de la misma naturaleza. Así, Ernst Mach y Bertrand Russell identifican todo el dominio neutro con los «datos de los sentidos», mientras que Richard Avenarius y William James se basan en la noción de «experiencia pura». Por tanto, excluyen cualquier desarrollo metafísico.